# Élections au Parlement valencien de 1999
Les élections au Parlement valencien de 1999 (en catalan : Eleccions a les Corts Valencianes de 1999, en espagnol : Elecciones a las Cortes Valencianas de 1999) se tiennent le dimanche 13 juin 1999, afin d'élire les 89 députés de la Ve législature du Parlement valencien pour un mandat de quatre ans.

## Mode de scrutin
Le Parlement valencien (Corts valencianes) est une assemblée parlementaire monocamérale constituée de 89 députés (diputats) élu pour une législature de quatre ans au suffrage universel direct selon les règles du scrutin proportionnel d'Hondt par l'ensemble des personnes résidant dans la communauté autonome où résidant momentanément à l'extérieur de celle-ci, si elles en font la demande.

### Convocation du scrutin
Conformément à l'article 12 du statut d'autonomie de la Communauté valencienne, le Parlement est élu pour un mandat de quatre ans et les élections se tiennent « le quatrième dimanche du mois de mai, tous les quatre ans, conformément aux dispositions de la loi organique relative au régime électoral général. » La cinquième disposition additionnelle de cette loi organique, intégrée en 1998, ajoute cependant que si les élections européennes sont appelées à se tenir la même année et moins de quatre mois avant ou après les élections aux parlements des communautés autonomes qui ont été renouvelés le 26 mai 1995, la dissolution de ces derniers sera prononcée 54 jours avant la date des élections au Parlement européen, ce qui prolonge de jure la durée de la législature.
L'article 14 de loi électorale valencienne du 1er mars 1987 précise que les élections sont convoquées au moyen d'un décret du président de la Généralité valencienne, publié au Journal officiel, et que le scrutin se tient entre 54 et 60 jours à compter de la publication du décret.

### Nombre de députés par circonscription
Puisque l'article 12 du statut d'autonomie prévoit que « le Parlement valencien sera constitué d'un nombre de députés compris entre 75 et 100 », l'article 11 de la loi électorale indique que le nombre de parlementaires est fixé à 89 et attribue à chaque circonscription 20 sièges d'office, les 29 mandats restant étant distribués en fonction de la population provinciale. L'article 10 énonce effectivement que « lors des élections au Parlement valencien, chaque province formera une circonscription électorale. ».
Le décret de convocation des élections, publié le 20 avril 1999, dispose que la circonscription d'Alicante se voit attribuer 30 députés, la circonscription de Castellón 22 députés et la circonscription de Valence 37 députés.

### Présentation des candidatures
Peuvent présenter des candidatures, : 
- les partis et fédérations de partis inscrits auprès des autorités ;
- les coalitions de partis et/ou fédérations inscrites auprès de la commission électorale au plus tard dix jours après la convocation du scrutin ;
- les groupes d'électeurs bénéficiant du parrainage d'au moins 1 % des électeurs de la circonscription.

### Répartition des sièges
Seules les listes ayant recueilli au moins 5 % des suffrages valides dans l'ensemble de la communauté autonome peuvent participer à la répartition des sièges à pourvoir dans une circonscription, qui s'organise en suivant différentes étapes : 
- les listes sont classées en une colonne par ordre décroissant du nombre de suffrages obtenus ;
- les suffrages de chaque liste sont divisés par 1, 2, 3... jusqu'au nombre de députés à élire afin de former un tableau ;
- les mandats sont attribués selon l'ordre décroissant des quotients ainsi obtenus[9].

## Campagne

### Principales forces politiques
| Force politique | Force politique                                                                               | Force politique | Chef de file                                        | Idéologie                                                                     | Résultats en 1995          |
| --------------- | --------------------------------------------------------------------------------------------- | --------------- | --------------------------------------------------- | ----------------------------------------------------------------------------- | -------------------------- |
|                 | Parti populaire Partit Popular                                                                | PP              | Eduardo Zaplana (Président de la Généralité)        | Centre droit à droite Libéral-conservatisme, démocratie chrétienne, unionisme | 43,3 % des voix 42 députés |
|                 | Parti socialiste ouvrier espagnol-Progressistes Partit Socialista Obrer Espanyol-Progresistes | PSOE-Prog.      | Antoni Asunción                                     | Centre gauche Social-démocratie, progressisme, valencianisme                  | 34,3 % des voix 32 députés |
|                 | Gauche unie du Pays valencien Esquerra Unida del País Valencià                                | EUPV            | Joan Ribó                                           | Gauche radicale Écosocialisme, républicanisme, valencianisme                  | En coalition 10 députés    |
|                 | Union valencienne Unió Valenciana                                                             | UV              | Héctor Villalba Chirivella (Président du Parlement) | Droite Conservatisme, blavérisme, valencianisme                               | 7,1 % des voix 5 députés   |
|                 | Bloc nationaliste valencien-Les Verts (ca) Bloc Nacionalista Valencià-Els Verds               | BNV-EV          | Pere Mayor                                          | Gauche Socialisme, écologisme, valencianisme                                  | En coalition 0 député      |

## Résultat

### Total régional
| Représentation en hémicycle sur un axe gauche-droite du résultat. |                                                              |           |       |      |        |               |  |  |
| Partis                                                            | Partis                                                       | Voix      | %     | +/-  | Sièges | +/-           |  |  |
|                                                                   | Parti populaire (PP)                                         | 1 085 011 | 48,63 | 5,35 | 49     | 7             |  |  |
|                                                                   | Parti socialiste ouvrier espagnol-Progressistes (PSOE-Prog.) | 768 548   | 34,45 | 0,11 | 35     | 3             |  |  |
|                                                                   | Gauche unie du Pays valencien (EUPV)                         | 137 212   | 6,15  | Abs  | 5      | 5             |  |  |
|                                                                   | Union valencienne (UV)                                       | 106 119   | 4,76  | 2,32 | 0      | 5             |  |  |
|                                                                   | Bloc nationaliste valencien-Les Verts (ca) (BNV-EV)          | 102 700   | 4,60  | Nv   | 0      | en stagnation |  |  |
|                                                                   | Autres                                                       | 31 517    | 1,41  | –    | 0      | en stagnation |  |  |
|                                                                   |                                                              |           |       |      |        |               |  |  |
| Votes valides                                                     | Votes valides                                                | 2 231 107 | 97,86 |      |        |               |  |  |
| Votes blancs                                                      | Votes blancs                                                 | 35 168    | 1,54  |      |        |               |  |  |
| Votes nuls                                                        | Votes nuls                                                   | 13 530    | 0,60  |      |        |               |  |  |
| Total                                                             | Total                                                        | 2 279 805 | 100   | –    | 89     | en stagnation |  |  |
| Abstentions                                                       | Abstentions                                                  | 1 082 184 | 32,19 |      |        |               |  |  |
| Inscrits / Participation                                          | Inscrits / Participation                                     | 3 361 989 | 67,81 |      |        |               |  |  |

### Par circonscription
|             |             |           |           |        |               |         |         |        |               |           |           |        |               |  |  |  |  |
| Sièges      | Sièges      | 30        | 30        | 30     | en stagnation | 22      | 22      | 22     | en stagnation | 37        | 37        | 37     | en stagnation |  |  |  |  |
|             |             |           |           |        |               |         |         |        |               |           |           |        |               |  |  |  |  |
|             |             | Nombre    | Nombre    | %      | %             | Nombre  | Nombre  | %      | %             | Nombre    | Nombre    | %      | %             |  |  |  |  |
| Inscrits    | Inscrits    | 1 092 588 | 1 092 588 | 100,00 | 100,00        | 384 335 | 384 335 | 100,00 | 100,00        | 1 885 066 | 1 885 066 | 100,00 | 100,00        |  |  |  |  |
| Abstentions | Abstentions | 353 104   | 353 104   | 32,32  | 32,32         | 113 653 | 113 653 | 29,57  | 29,57         | 615 427   | 615 427   | 32,65  | 32,65         |  |  |  |  |
| Votants     | Votants     | 739 484   | 739 484   | 67,68  | 67,68         | 270 682 | 270 682 | 70,43  | 70,43         | 1 269 639 | 1 269 639 | 67,35  | 67,35         |  |  |  |  |
| Nuls        | Nuls        | 4 832     | 4 832     | 0,65   | 0,65          | 2 315   | 2 315   | 0,85   | 0,85          | 6 383     | 6 383     | 0,50   | 0,50          |  |  |  |  |
| Blancs      | Blancs      | 11 575    | 11 575    | 1,57   | 1,57          | 5 002   | 5 002   | 1,85   | 1,85          | 18 591    | 18 591    | 1,46   | 1,46          |  |  |  |  |
| Exprimés    | Exprimés    | 723 077   | 723 077   | 97,78  | 97,78         | 263 365 | 263 365 | 97,30  | 97,30         | 1 244 665 | 1 244 665 | 98,04  | 98,04         |  |  |  |  |
|             |             |           |           |        |               |         |         |        |               |           |           |        |               |  |  |  |  |
| Partis      | Partis      | Voix      | %         | Sièges | +/-           | Voix    | %       | Sièges | +/-           | Voix      | %         | Sièges | +/-           |  |  |  |  |
|             | PP          | 357 815   | 49,49     | 16     | 1             | 132 300 | 50,23   | 12     | 1             | 594 896   | 47,80     | 21     | 5             |  |  |  |  |
|             | PSOE-Prog.  | 264 583   | 36,59     | 12     | en stagnation | 92 771  | 35,23   | 9      | 1             | 411 194   | 33,04     | 14     | 2             |  |  |  |  |
|             | EUPV        | 44 583    | 6,17      | 2      | 1             | 11 186  | 4,25    | 1      | 1             | 81 443    | 6,54      | 2      | 3             |  |  |  |  |
|             | UV          | 12 757    | 1,76      | 0      | en stagnation | 11 681  | 4,44    | 0      | 1             | 81 681    | 6,56      | 0      | 4             |  |  |  |  |
|             | BNV-EV (ca) | 26 977    | 3,73      | 0      | en stagnation | 14 220  | 5,40    | 0      | en stagnation | 61 503    | 4,94      | 0      | en stagnation |  |  |  |  |
|             | Autres      | 16 362    | 2,26      |        |               | 1 207   | 0,46    |        |               | 13 948    | 1,12      |        |               |  |  |  |  |